# Parodi Ligure
Pour les articles homonymes, voir Parodi et Ligure (homonymie).
Parodi Ligure est une commune italienne de la province d'Alexandrie dans la région du Piémont en Italie.

## Administration
| Période                                  | Période  | Identité          | Étiquette     | Qualité |
| ---------------------------------------- | -------- | ----------------- | ------------- | ------- |
| 14/06/2004                               | En cours | Ferruccio Repetto | Liste civique |         |
| Les données manquantes sont à compléter. |          |                   |               |         |

### Hameaux
Cadepiaggio, Ca di Massa, Cadegualchi, Tramontana, Tramontanino

### Communes limitrophes
Bosio, Gavi, Montaldeo, Mornese, San Cristoforo